# Telemarksvegen
Der Telemarksvegen (deutsch: Telemarkstraße), offiziell Riksvei 41 (Reichsstraße 41), ist eine landschaftlich abwechslungsreiche Straße im Süden Norwegens, die auf einer Länge von 177 km in nord-südlicher Richtung durch die Kommunen Kviteseid, Nissedal, Åmli, Froland und Birkenes bis Kristiansand verläuft.

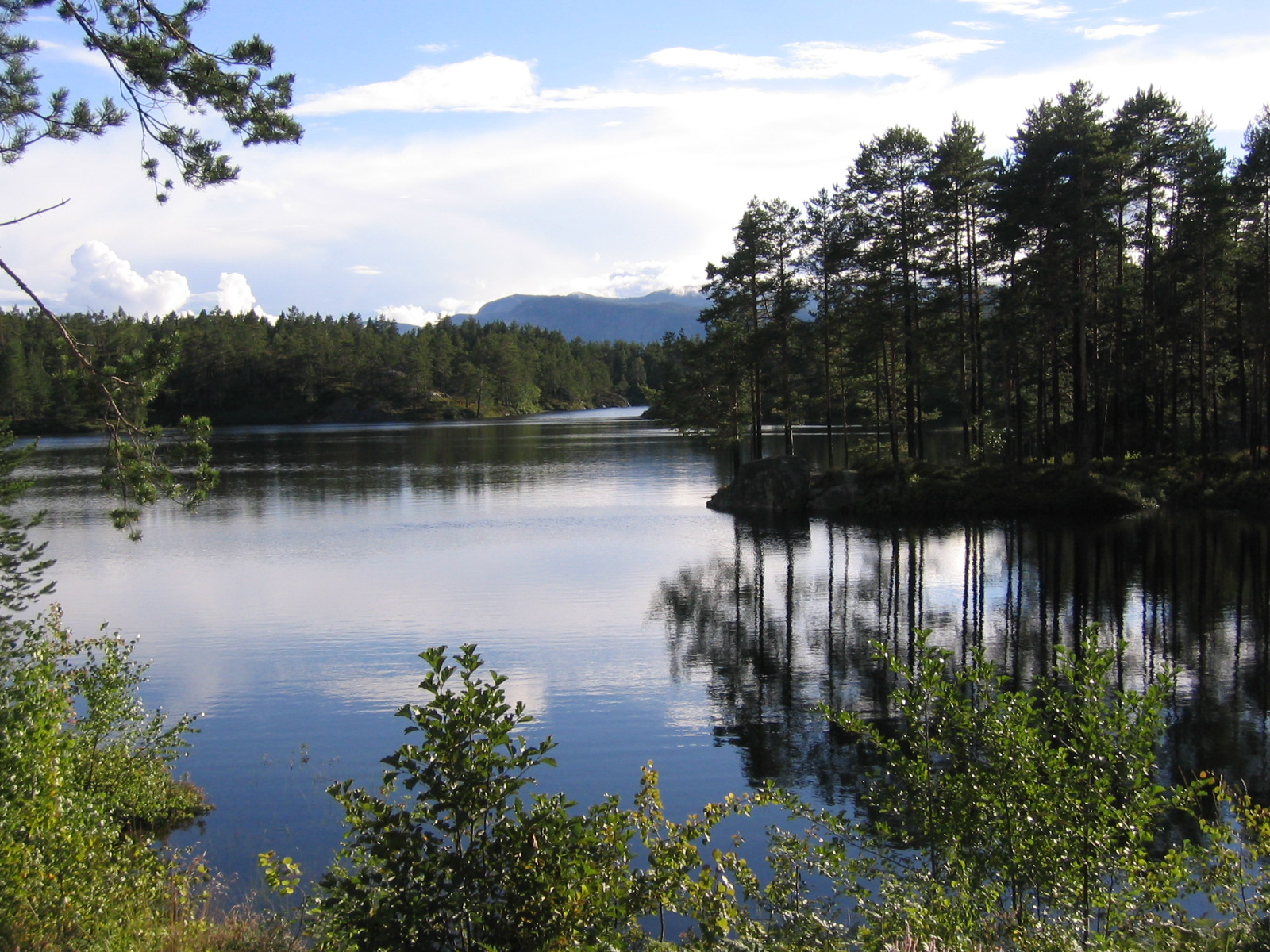
See am Telemarksvegen

Am Telemarksvegen liegen unter anderem die mittelalterliche Kirche von Tveit in Kristiansand und die Mollestadeika in Birkenes, Norwegens drittgrößter Baum mit einem Alter von etwa 1000 Jahren. Bei Kviteseid überquert die Straße den Telemarkkanal, der aus dem Zentrum der Telemark ans Meer führt.
Die Natur entlang der Straße reicht von Küstenlandschaft über dichte Wälder bis zu schroffen Felshängen. Der Telemarksvegen führt über 35 km direkt an der Ostseite des Nisser, dem größten See der Telemark, entlang.